# フラマンヴィル (マンシュ県)
フラマンヴィル （Flamanville）は、フランス、ノルマンディー地域圏、マンシュ県のコミューン。

## 地理
フラマンヴィルはラ・アーグ岬の南に位置する。

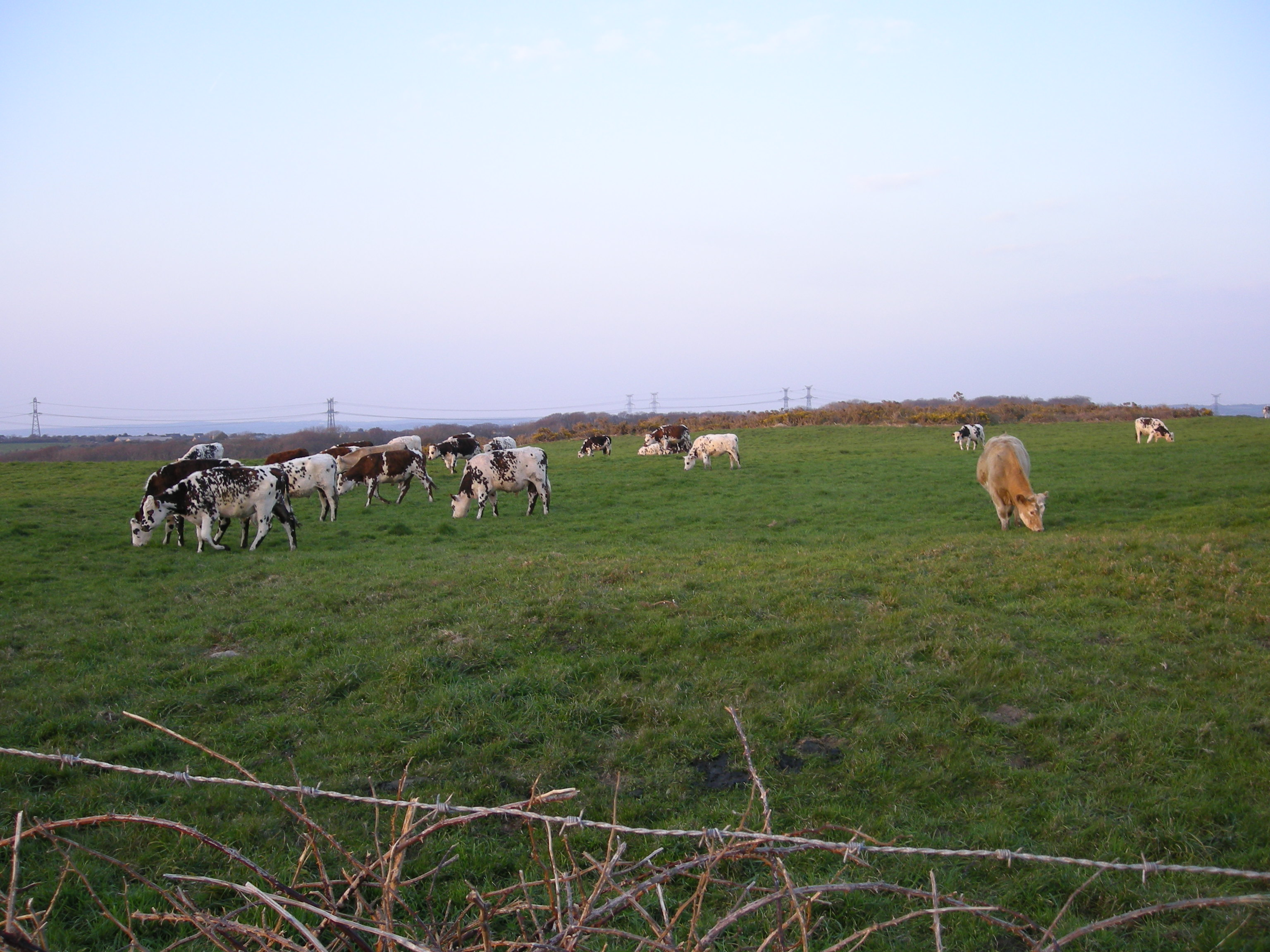
フラマンヴィルのノルマンウシ

フラマンヴィルは道路を介して3km以上にわたって広がる。3つの主要な地区がある。Caubusと呼ばれる古い集落はシャトーの南側にあり、鉄鉱山のあるミーヌ地区、アルテュ集落、そして中心となっているブール地区である。ブール地区には現在役場や教会がある。海に面したディエレット地区には港が含まれる。

## 人口統計
| 1962年 | 1968年 | 1975年 | 1982年 | 1990年 | 1999年 | 2006年 | 2011年 |
| ------ | ------ | ------ | ------ | ------ | ------ | ------ | ------ |
| 1541   | 1396   | 1194   | 1602   | 1781   | 1683   | 1686   | 1732   |

参照元:1999年までEHESS、2004年以降INSEE

## 史跡
- シャトー - 11世紀のマノワール跡上に17世紀に建てられた。
- フラマンヴィル原子力発電所 - 2つの軽水炉を持ち、1基で130万kwを発電
- 鉄鉱山 - 1962年閉鎖[4]
- バリガン洞窟 - フラマンヴィル原発の麓にあり、現在は水没している

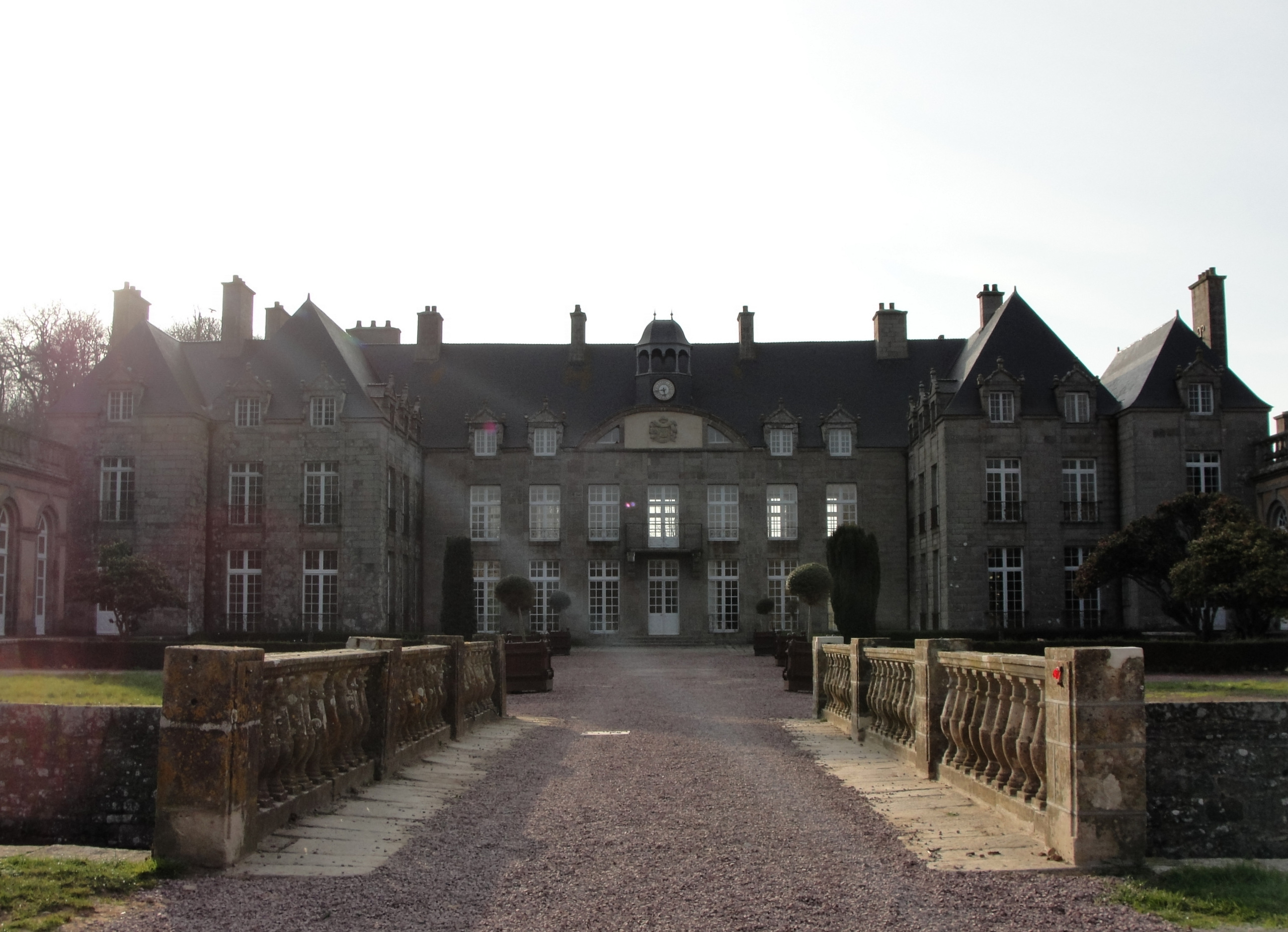
フラマンヴィル城
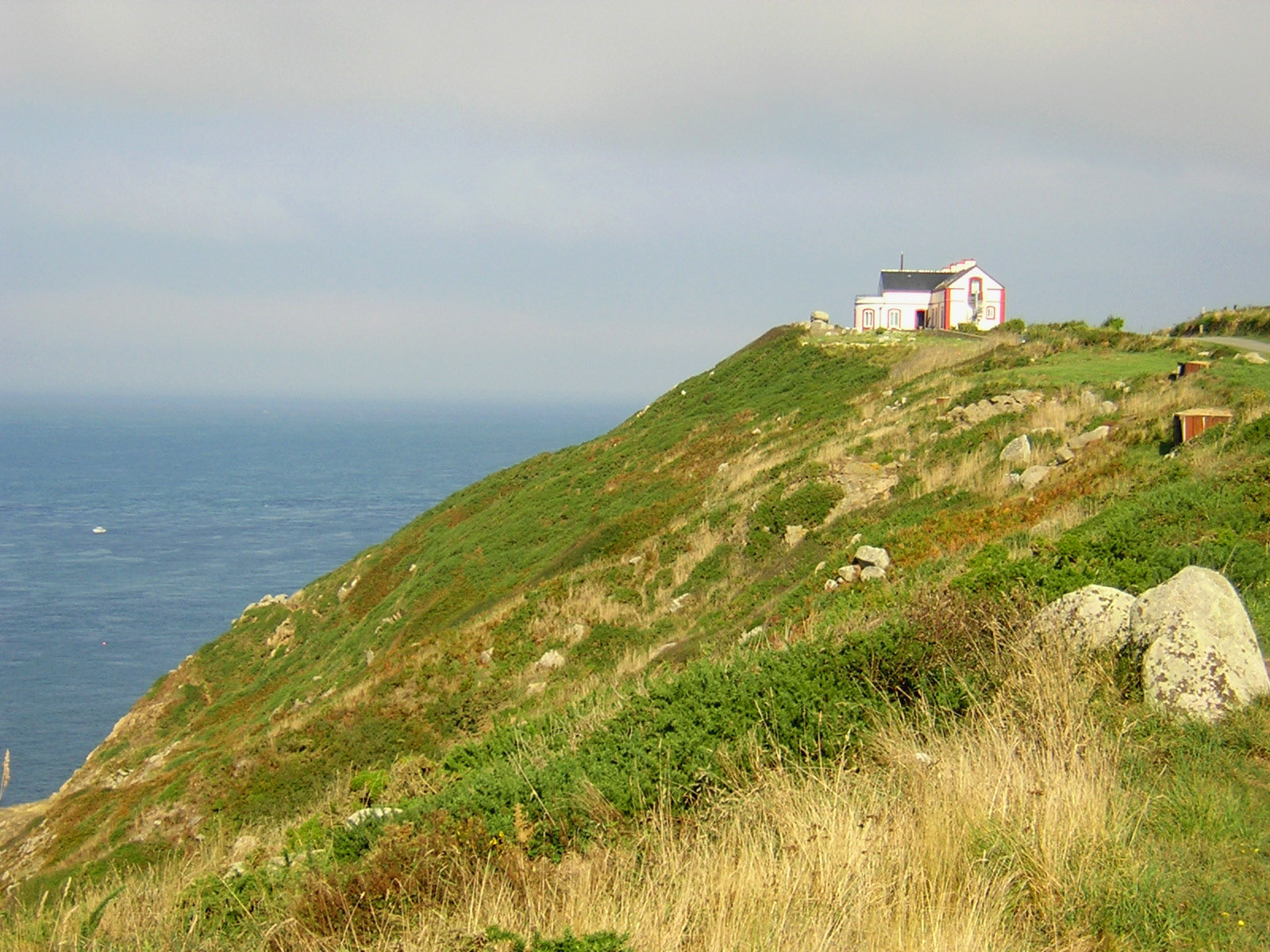
旧手旗信号所。現在はレストランに転用
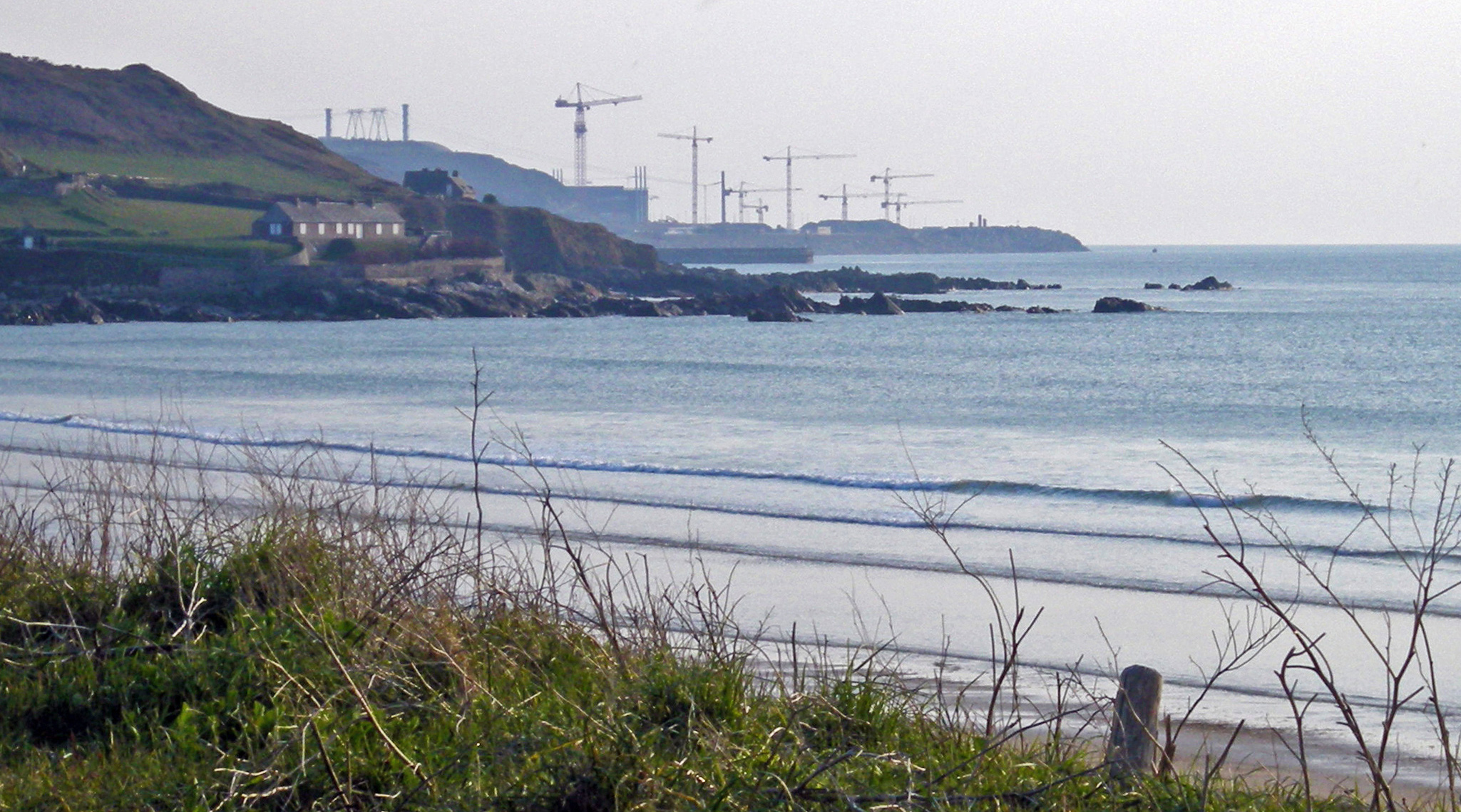
フラマンヴィル原子力発電所